# Zal Cleminson
Zal Cleminson (Glasgow, 4 maggio 1949) è un chitarrista britannico, conosciuto per essere  stato uno dei membri dei Nazareth.

## Biografia
Chitarrista autodidatta, influenzato da chitarristi come Wes Montgomery e Chuck Berry. Durante la metà degli anni 1960 si unì alla sua prima band The Bo-Weavels. Nei primi anni 1970 lasciò i Bo Weavels e si unì alla band di Glasgow Tear Gas, Più tardi nel 1970 Hugh McKenna sostituì Batchelor mentre suo cugino Ted McKenna (ex-Dream Police) prese il posto di Monro alla batteria. 
Nel 1973 si unì alla Sensation Alex Harvey Band indossava abiti da vaudeville e la sua caratteristica camicia a righe, mentre Cleminson assunse l'identità di un "mimo" in pieno trucco e tuta verde-gialla e Glen indossava una tuta blu scuro che ricordava un costume da supereroe che incorporava un vestito blu più chiaro. 
I SAHB, come erano meglio conosciuti, registrarono otto album in cinque anni e furono considerati una delle band dal vivo con il maggior incasso in Europa. Hanno partecipato a importanti tour supportando artisti del calibro di Jethro Tull e Slade.
Nel 1979 Cleminson si unì ai Nazareth e registrò due album con loro, No Mean City del 1979 e Malice in Wonderland del 1980. Zal ha fatto parte della band per tre anni.

## Discografia

### Solista
- 2004 - Guitar Heroes Top Legends
- 2009 - After a Fashion

### Con i Nazareth
- 1980 - Malice in Wonderland
- 1981 - The Fool Circle
- 1982 - 2XS